# 니누에
니누에(스페인어: Ninhue)는 칠레 비오비오주 뉴블레 현의 코무나이다.